# Clémentine Baert
Clémentine Baert (Aix-en-Provence, 1980) è un'attrice francese.

## Biografia
Clémentine Baert studia all'Erac (École Régionale d'Acteurs de Cannes) (1998 - 2001) e prosegue poi la sua formazione con Robert Wilson al Watermill Center, dal 2001 al 2003.
In teatro, recita sotto la direzione di Pascal Rambert, Oriza Hirata, Georges Lavaudant, Bernard Sobel, Christophe Fiat, Jonathan Capdevielle et Thomas Quillardet.
Dal 2004 al 2011 prende parte alla maggior parte degli spettacoli di Pascal Rambert.
Nel 2017 è in scena al Théâtre Nanterre-Amandiers con À nous deux maintenant di Jonathan Capdevielle, nell'ambito del Festival d'Automne, spettacolo che la vedrà poi in tournée in Francia e in Europa.
Nel cinema lavora, tra gli altri, con Olivier Dahan, Philippe Lioret, Emmanuel Mouret, Jean-Charles Fitoussi, Christian Volckman, Siegrid Alnoy, Pascal Rambert, Wim Wenders, Cédric Anger e Guillaume Canet.
Parallelamente alla recitazione, si cimenta anche nel canto e nella danza, discipline di cui darà sfoggio nei suoi spettacoli: nel 2011, mette in scena la performance Intérieur à définir a La Friche de la Belle de Mai a Marsiglia, poi presentata al Théâtre des Bernardines, al Théâtre du Merlan e a La Comédie de Saint-Étienne.
Nel 2005 crea Echo, spettacolo multidisciplinare sul mito di Eco con il musicista Alexandre Meyer, presentato nel 2006 al Théâtre de Bourgogne - Centre Dramatique National de Dijon, nell'ambito del Festival Frictions, e poi ripreso a Mains d'oeuvres (Saint-Ouen ) e a La Comédie de Saint-Étienne.
Nel 2015, scrive e interpreta il monologo Alors, est-ce que c'est là?, presentato nel 2015 al Théâtre de Vanves, poi ripetuto nel 2017 al T2G - Centre Dramatique National a Gennevilliers, al Théâtre de Bourgogne - Centre Dramatique National di Dijon e nel 2018 al Falaki Theatre al Cairo nell'ambito del Downtown Festival.
Nel 2016 porta in scena lo spettacolo Un matin al Théâtre de Vanves, poi ripreso al T2G - Centre Dramatique National a Gennevilliers e successivamente in tournée in giro per la Francia.
Nel 2018, insieme ad alcuni giovani collaboratori, realizza lo spettacolo Je nous promets nell'ambito della rassegna Adolescences et Territoire(s) del Teatro dell'Odéon, che sarà in scena a Les Ateliers Berthier Odéon Théâtre de l'Europe, l'Espace 1789 a Saint- Ouen, il T2G - Centre Dramatique National a Gennevilliers e al Théâtre Rutebeuf di Clichy.
Nel 2019 dirige il suo primo cortometraggio Je nous promets per Le Bal, inserito nel programma La fabrique du Regard.
Compare anche nel video del brano Miss Chang dei Chinese Man, diretto da Christian Volckman.

## Filmografia

### Cinema
- Laissons Lucie faire!, regia di Emmanuel Mouret (2000)
- I giorni in cui non esisto (Les Jours où je n'existe pas), regia di Jean-Charles Fitoussi (2002)
- Renaissance, regia di Christian Volckman (2006)
- Tutti i nostri desideri (Toutes nos envies), regia di Philippe Lioret (2011)
- Dream team (Les Seigneurs) di Olivier Dahan (2012)
- Submergence, regia di Wim Wenders (2017)
- Paris Pigalle (L'amour est une fête), regia di Cédric Anger (2018)
- Grandi bugie tra amici (Nous finirons ensemble), regia di Guillaume Canet (2019)
- King - Un cucciolo da salvare (King), regia di David Moreau (2022)

### Televisione
- Little Murders by Agatha Christie (Les Petits Meurtres d'Agatha Christie) – serie TV, episodio 2x14 (2016)
- Riviera – serie TV, episodio 1x06 (2017)
- Alex Hugo – serie TV, episodio 4x02 (2018)
- Morgane - Detective geniale (HPI - Haut potentiel intellectuel) – serie TV, episodio 1x03 (2021)

## Teatro
- Les Dix Paroles, regia di Richard Dubelski e Jean-Pierre Larroche, Comédie de Saint-Étienne.
- Paradis, regia di Pascal Rambert,  Théatre national de la Colline, 2004
- After/Before, regia di Pascal Rambert, Festival d'Avignon, 2005.
- Mon fantôme, regia di Pascal Rambert, 2006.
- Pan di Marc Monnet, regia di Pascal Rambert, Festival Musica 2006 all'Opéra national du Rhin.
- Sables & Soldats, scritto e diretto da Oriza Hirata, Théâtre de Gennevilliers, 2009, poi in tournée in Giappone.
- Une (micro) histoire économique du monde, dansée, di Pascal Rambert in collaborazione con il filosofo Éric Méchoulan, Théâtre de Gennevilliers, 2010, poi in tournée in Giappone.
- L'indestructible Madame Richard Wagner di Christophe Fiat, Théâtre de Gennevilliers, Festival d'Avignon 2011.

## Doppiatrici italiane
Nelle versioni in Italiano dei suoi lavori, Meredith Hagner è stata doppiata da:
- Mariagrazia Cerullo in Grandi bugie tra amici, Submergence, L'amour est une fête.
- Rossella Acerbo in Dream Team (film)